# Vitesse
Stichting Betaald Voetbal Vitesse známý jako SBV Vitesse nebo Vitesse Arnhem je nizozemský fotbalový klub z Arnhemu, který hraje nizozemskou nejvyšší ligovou soutěž Eredivisie.
Vitesse měl značný úspěch v Eredivisie, ale nikdy nebyl považován za konkurenta nejlepší trojky nizozemského fotbalu, jmenovitě PSV Eindhoven, Feyenoord a Ajax Amsterdam. Přesto Vitesse získával do svého kádru velká jména, např. Roy Makaay, Marc Hintum, Sander Westerveld, Victor Sikora, Pierre van Hooijdonk, Phillip Cocu a John Veldman.
Vitesse úzce spolupracuje s Chelsea FC, odkud chodí hráči na hostování (v minulosti mj. Patrick van Aanholt, Marco van Ginkel, Tomáš Kalas,...).

## Historie

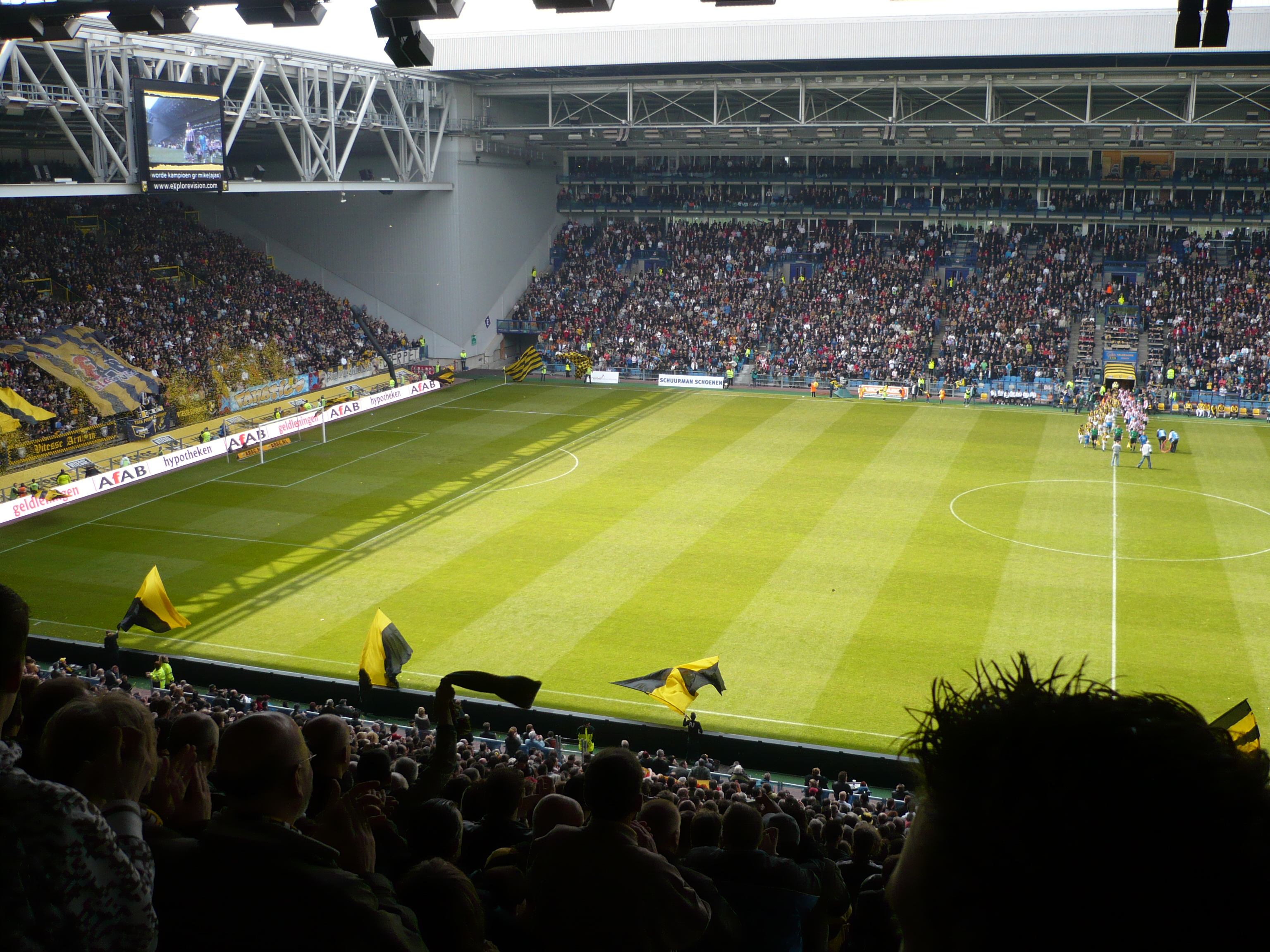
Stadion GelreDome

Vitesse byl založen 14. května 1892. V 0. letech 20. století byl klub ohrožen bankrotem, řešením bylo vytvoření nové správní rady. Ta by se spojila jak s profesionály tak s amatérskými stranami, protože až do osmdesátých let měl klub v A týmu jak profesionála, tak amatérského hráče.
Klub pravidelně končil v Eredivisie na špici a hrál evropské poháry. Nicméně roku 2003 byl klub uvržen do velkých finančních problémů poté, co vyšly na povrch daňové podvody Karla Aalbersiho v roce 2000. S tímto problémem klub nedokázal dosáhnout svých předchozích úspěchů. Klub mohl zbankrotovat znovu. Zasáhla až arnhemská městská rada, která koupila Gelredome a vytvořila finanční balíček k záchraně klubu.
Stadiónem je jedinečný GelreDome ve městě Arnhem vystavěný v roce 1998. Stadion je vystavěn se stažitelnou střechou. Kapacita je 25 000 diváků. Průměrná ligová účast v posledních letech byla 20 000.

## Úspěchy
- 1. nizozemská fotbalová liga: 6× finalista (1897/98, 1898/99, 1902/03, 1912/13, 1913/14, 1914/15)[3]
- Eerste Divisie: 2× vítěz (1976/77, 1988/89)[4]
- Nizozemský fotbalový pohár: 3× finalista (1911/12, 1926/27, 1989/90)[5]

## Čeští hráči v klubu
Zde je seznam českých hráčů, kteří působili ve Vitesse:
- Tomáš Kalas [6]